# Homerische Hymnen
Als Homerische Hymnen wird eine Sammlung von 33 antiken griechischen Gedichten bezeichnet. Es handelt sich dabei um Preisungen und Anrufungen der griechischen Götter. Ein 34. Gedicht ist „an die Gastgeber“ gerichtet. Ihre Länge variiert von nur sehr wenigen (der zweite auf Demeter lediglich drei) bis 580 (Hermes) Versen. Das Versmaß ist wie bei den Epen Homers ausschließlich der daktylische Hexameter, auch die Sprache ist stark an die der homerischen Epen angelehnt.

## Entstehung und Überlieferung
Die Datierung ist umstritten. Die meisten Hymnen dürften zwischen dem 7. und 5. Jahrhundert v. Chr. an verschiedenen Orten entstanden sein und gehören somit zu den ältesten überlieferten Texten der griechischen Antike. Der Hymnos VIII an Ares hingegen ist wegen der darin enthalten astrologischen Ausführungen wohl in die Spätantike – nach dem 5. Jahrhundert n. Chr. – zu datieren.
Manche der Gottheiten wurden mit mehreren Hymnen bedacht, so Demeter, Apollon, Aphrodite und Hermes, denen je einer der sogenannten „vier großen Hymnen“ geweiht ist. Die Manuskripte aus der byzantinischen Überlieferung begannen jeweils mit Hymnos III, 1777 wurde aber in einem Moskauer Pferdestall ein Manuskript aus dem 15. Jahrhundert mit Fragmenten von Hymnos I und Hymnos II entdeckt.

## Titel und Umfang
| I.      | An Dionysos                          | 21 Verse  |
| II      | An Demeter                           | 496 Verse |
| III.    | An den delischen Apollon             | 547 Verse |
| IV.     | An Hermes                            | 580 Verse |
| V.      | An Aphrodite                         | 293 Verse |
| VI.     | An Aphrodite                         | 21 Verse  |
| VII.    | An Dionysos                          | 59 Verse  |
| VIII.   | An Ares                              | 17 Verse  |
| IX.     | An Artemis                           | 9 Verse   |
| X.      | An Aphrodite                         | 6 Verse   |
| XI.     | An Athene                            | 5 Verse   |
| XII.    | An Hera                              | 5 Verse   |
| XIII.   | An Demeter                           | 3 Verse   |
| XIV.    | An die Mutter der Götter             | 6 Verse   |
| XV.     | An Herakles mit dem Löwenherz        | 9 Verse   |
| XVI.    | An Asklepios                         | 5 Verse   |
| XVII.   | An die Dioskuren                     | 5 Verse   |
| XVIII.  | An Hermes                            | 12 Verse  |
| XIX.    | An Pan                               | 49 Verse  |
| XX.     | An Hephaistos                        | 8 Verse   |
| XXI.    | An Apollon                           | 5 Verse   |
| XXII.   | An Poseidon                          | 7 Verse   |
| XXIII.  | An den Sohn des Kronos, den Höchsten | 4 Verse   |
| XXIV.   | An Hestia                            | 5 Verse   |
| XXV.    | An die Musen und Apollon             | 7 Verse   |
| XXVI.   | An Dionysos                          | 13 Verse  |
| XXVII.  | An Artemis                           | 22 Verse  |
| XXVIII. | An Athene                            | 18 Verse  |
| XXIX.   | An Hestia                            | 13 Verse  |
| XXX.    | An Allmutter Erde                    | 19 Verse  |
| XXXI.   | An Helios                            | 20 Verse  |
| XXXII.  | An Selene                            | 20 Verse  |
| XXXIII. | An die Dioskuren                     | 19 Verse  |

## Beispiel: Der große Hymnos an Demeter
Der große Hymnos an Demeter hat mit 495 Versen fast die Länge eines antiken Buches und stammt mit großer Wahrscheinlichkeit aus der zweiten Hälfte des 6. Jahrhunderts v. Chr. In ihm wurden wahrscheinlich zwei Mythen miteinander verknüpft: zum einen der Raub der Persephone durch Hades und zum anderen der Mythos von Demeter im Haus des eleusinischen Königs Keleos. Außerdem weist der Hymnos Spuren einer späteren Nachbearbeitung auf.
Es wird die Geschichte erzählt, wie Kore (so der Name Persephones vor ihrer Entführung, sonst bedeutet griechisch Kore „Mädchen“, „Jungfrau“ oder „Tochter“) unter Zustimmung des Zeus von Hades in die Unterwelt entführt wird. Sie wird damit unweigerlich Hades’ Frau und eine hohe Totengöttin. Diese „Ehe“ kann nicht wieder geschieden werden, da sie auf Beschluss des Göttervaters Zeus stattfand. Kore schrie laut bei der Entführung, aber nur Demeter und Hekate haben sie gehört. Demeter begibt sich neun Tage lang vergebens auf die Suche nach ihrer Tochter, bis sie Hekate trifft und die beiden Helios befragen, der als einziger die Entführung gesehen hat.
Als Demeter erfährt, dass ihre Tochter von Hades (einem der drei höchsten Götter neben Zeus und Poseidon) entführt worden ist, begibt sie sich verkleidet als alte Frau nach Eleusis in Attika. Dort kommt sie als Amme in den Palast des Königs Keleos, um dort dessen einzigen und spätgeborenen Sohn Demophon zu umsorgen. In den Nächten versucht sie Demophon unsterblich zu machen, indem sie ihn mit Ambrosia salbt, mit ihrem göttlichen Atem anhaucht und ihn ins Feuer legt. Eines Nachts sieht die Königin Metaneira dies, bricht in eine laute Klage aus und bricht so den Zauber. In ihrem Zorn auf den Göttervater und die Menschen befiehlt Demeter den Bau eines Tempels, in welchem sie sich niederlässt, um ihre Tochter zu betrauern. Die trauernde Demeter lässt eine Hungersnot auf der ganzen Welt ausbrechen, sodass die Menschheit vom Aussterben bedroht ist und den Göttern keine Opfer mehr bringen kann.
Diesen Zustand kann der Göttervater Zeus nicht hinnehmen und bietet Demeter an, was immer sie wolle. Sie will aber lediglich ihre Tochter wiedersehen, sodass Zeus verfügt, dass Kore ein Drittel (die Wintermonate) in der Unterwelt und zwei Drittel des Jahres auf dem Olymp bei ihrer Mutter verbringen soll.
Ein Zeichen für die spätere Nachbearbeitung des Hymnos sind zwei sich widersprechende Verse in der Demophon-Szene. In einer älteren Version ist Demophon bei seiner gescheiterten Vergöttlichung offenbar im Feuer umgekommen. Diese ältere Version geht wahrscheinlich auf menschliche Feueropfer zurück. Als es solche Opferriten bei den Griechen nicht mehr gab, wurden die kultischen Texte wie diese Hymnen offensichtlich nachträglich bereinigt.
Dafür, dass hier zwei unterschiedliche Mythen miteinander verbunden worden sind, spricht, dass Persephone nach ihrer Rückkehr aus der Unterwelt eine andere Version der Entführung berichtet als zu Beginn des Textes. Angeblich seien Artemis und Athene zugegen gewesen; es ist aber unwahrscheinlich, dass sie nicht zumindest die Verfolgung des Hades aufgenommen hätten. Des Weiteren ist der primäre Zweck der Geschichte von Demeter im Haus des Keleos, zu erklären, wie die Menschen den Ackerbau erlernten. (In diesem anderen Mythos sendet Demeter den König Keleos aus, um den Menschen den Ackerbau zu lehren, und dieser wird von da an als Heros des Ackerbaus verehrt.)

## Textausgaben und Übersetzungen
Textausgaben
- Thomas William Allen (Hrsg.): The Homeric Hymns. 2. Auflage, Oxford University Press, London 1936. Nachdruck: Hakkert, Amsterdam 1980, ISBN 90-256-0820-5.
- Albert Gemoll (Hrsg.): Die Homerischen Hymnen. Teubner, Leipzig 1886 (mit Kommentar).
- Anton Weiher (Hrsg.): Homerische Hymnen. 6. Aufl. De Gruyter, Berlin/Boston 2014 [1989] (= Sammlung Tusculum).
- Ludwig Bernays (Hrsg.): Homerische Hymnen. Wissenschaftliche Buchgesellschaft, Darmstadt 2017.

Übersetzungen
- Homerische Götterhymnen. Übersetzung von Thassilo von Scheffer. Diederichs, Jena 1927.
- Homerische Hymnen. Übersetzung von Anton Weiher, Heimeran, München 1951, 6. Aufl. Artemis Verlag, München und Zürich 1989, ISBN 3-7608-1543-X, E-Book: De Gruyter, Berlin 2014, ISBN 978-3-11-036134-6 (eingeschränkte Vorschau in der Google-Buchsuche).
- Homerische Hymnen. Übertragung, Einführung und Erläuterungen von Karl Arno Pfeiff. Herausgegeben von Gerd von der Gönna und Erika Simon. (= Ad Fontes, Bd. 8). Stauffenburg Verlag, Tübingen 2002, 2. Aufl. 2010. ISBN 3-86057-074-9.
- Homerische Hymnen. Eingeleitet, übersetzt und kommentiert von Ludwig Bernays. Mit einem Nachwort von Luc Deitz. Wissenschaftliche Buchgesellschaft, Darmstadt 2017.